# تلمبه پاقلعیا
تلمبه پاقلعیا یک منطقهٔ مسکونی در ایران است که در دهستان خاتون‌آباد (شهربابک) واقع شده‌است. تلمبه پاقلعیا ۲۲ نفر جمعیت دارد.